# Aeronave militar

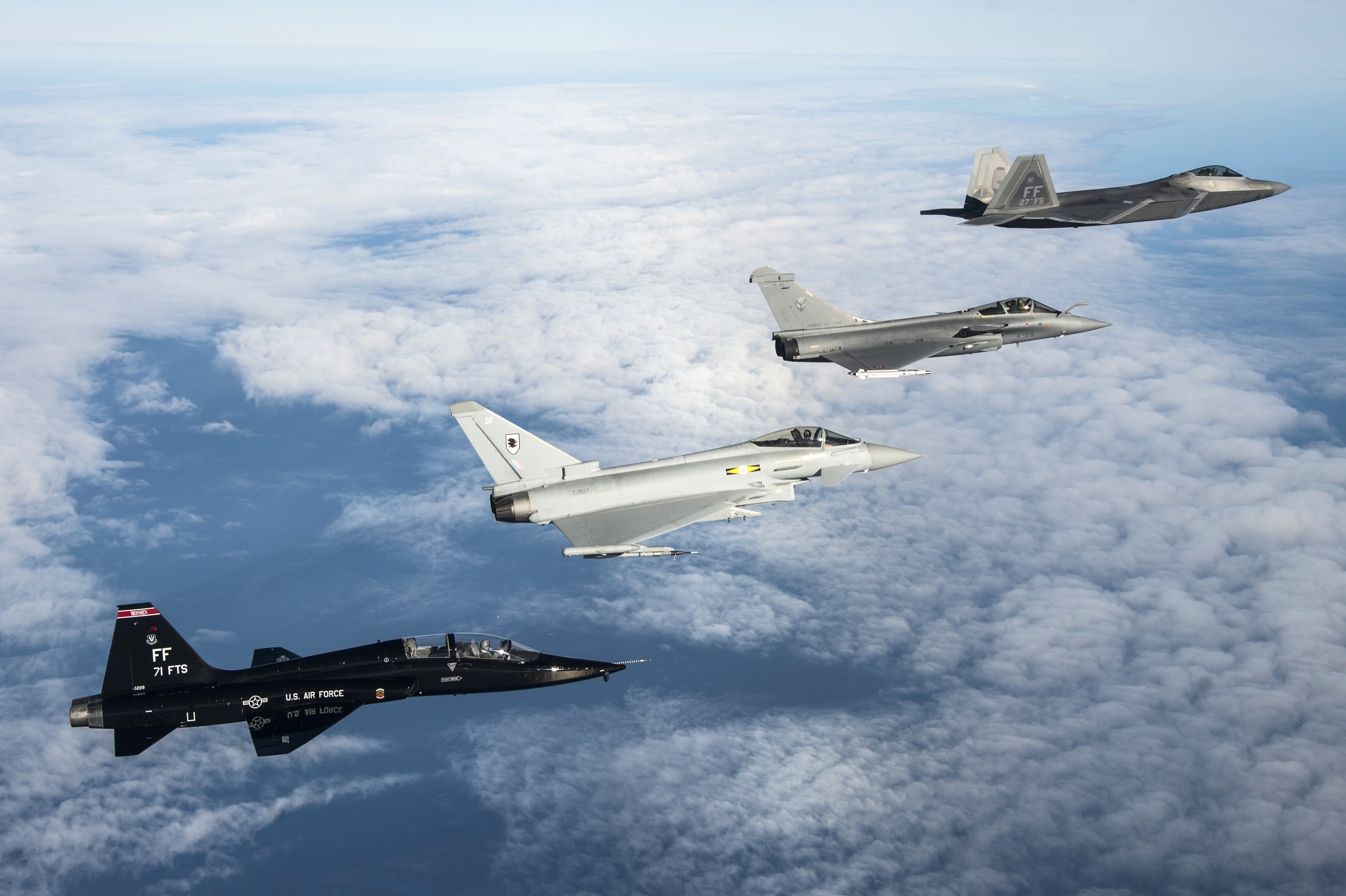
De izquierda-abajo a derecha-arriba: un T-38 Talon de la USAF, un Eurofighter Typhoon de la RAF, un Dassault Rafale del Ejército del Aire Francés y un F-22 Raptor de la USAF, volando en formación de escalón.

Una aeronave militar es cualquier aerodino de ala fija o de ala rotatoria operado por un servicio armado legal o insurreccional de cualquier tipo. Los aviones militares pueden ser de combate o no:
- Las aeronaves de combate están diseñadas para destruir el material enemigo utilizando sus propias armas.[1] Suelen ser desarrolladas y adquiridas únicamente por fuerzas militares.
- Las aeronaves que no son de combate no están diseñadas para combatir como su función principal, pero pueden llevar armas para su autodefensa. Operan principalmente en funciones de apoyo, y pueden ser desarrolladas por fuerzas militares u organizaciones civiles.

## Historia

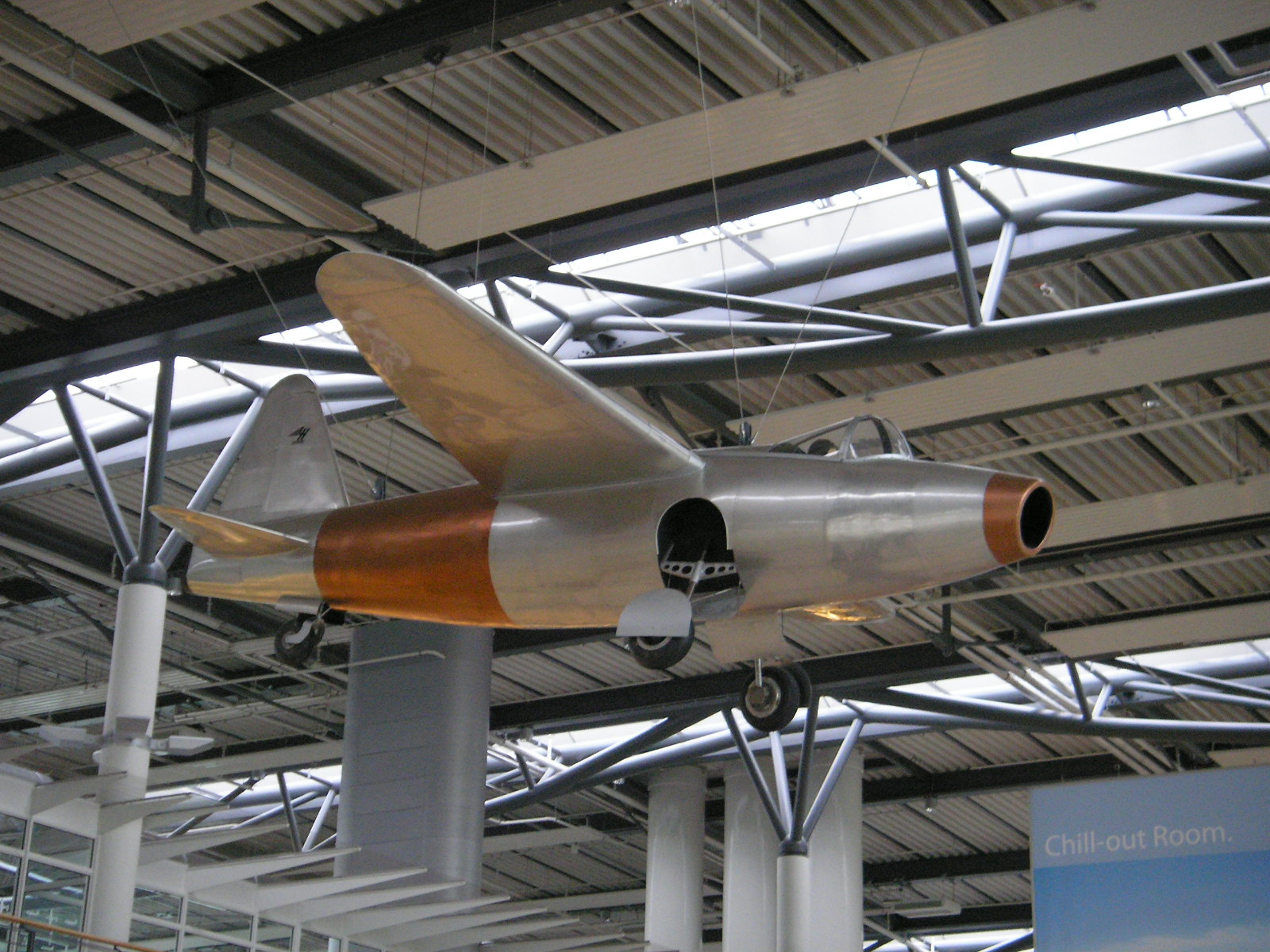
Una réplica de un Heinkel He 178 alemán, primera aeronave del mundo en volar con la potencia de un turbojet, en el aeropuerto de Rostock-Laage.

### Aparatos más ligeros que el aire
En 1783, cuando se establecieron las primeras aeronaves prácticas (globos de aire caliente y de hidrógeno), se adoptaron rápidamente para tareas militares. La primera unidad de globos militares fue el Cuerpo Aerostático Francés, que en 1794 voló un globo de observación durante la batalla de Fleurus, la primera gran batalla en contar con observación aérea. Los globos se siguieron utilizando durante todo el siglo XIX, incluso en las guerras napoleónicas y la guerra franco-prusiana, para la observación y la distribución de propaganda. Durante la Primera Guerra Mundial, los dirigibles alemanes zepelín llevaron a cabo múltiples ataques aéreos en ciudades británicas, además de ser utilizados para la observación. En la década de 1920, la Marina de los Estados Unidos adquirió varias aeronaves no rígidas, la primera en ver servicio fue el K-1 en 1931. Su uso por parte de Estados Unidos y otros países continuó en la Segunda Guerra Mundial y la  Armada de Estados Unidos finalmente retiró sus últimos globos en 1962.

### Aparatos más pesados que el aire
Poco después del primer vuelo del Wright Flyer, varios militares se interesaron en los aviones propulsados. En 1909, el Ejército de los Estados Unidos compró el Wright Military Flyer, un avión de observación de dos asientos, para la División Aeronáutica del Cuerpo de Señales de los Estados Unidos que sirvió hasta 1911, cuando los aviones propulsados se convirtieron en un importante elemento en varios ejércitos de todo el mundo. Realizaron las primeras misiones de reconocimiento y bombardeo táctico el 23 de octubre de 1911 en la guerra ítalo-turca y la primera guerra de los Balcanes vio las primeras operaciones aeronavales. Lanzaron folletos de foto-reconocimiento y propaganda en la segunda guerra de los Balcanes.
El combate aéreo fue un hecho notable en la Primera Guerra Mundial, ya que los aviones de combate se desarrollaron durante esta guerra, el bombardeo estratégico de largo alcance se convirtió en una posibilidad y los aviones se desplegaron desde portaaviones. Los aviones también asumieron una mayor variedad de funciones de apoyo, en particular la evacuación médica y desplegaron nuevas armas como cohetes aire-aire para su uso contra globos de reconocimiento.
La tecnología de la aviación avanzó rápidamente en el período de entreguerras y los aviones militares se volvieron cada vez más capaces. En esta época también se desarrollaron autogiros y helicópteros.
Durante la Segunda Guerra Mundial, la aviación militar alcanzó nuevas alturas. Las batallas aéreas decisivas influyeron en el resultado de la guerra, los primeros aviones a reacción volaron en misiones de combate, se desplegaron misiles de crucero y misiles balísticos por primera vez, las tropas aerotransportadas y la carga se lanzaron en paracaídas a la batalla y las armas nucleares que pusieron fin a la guerra fueron entregadas desde el aire.
En la era de la Guerra Fría, la tecnología de la aviación continuó avanzando a un ritmo extremadamente rápido. Los aviones a reacción excedieron Mach 1 y Mach 2, el enfoque del armamento aeronáutico se cambió principalmente a los misiles, los aviones comenzaron a llevar aviónica más sofisticada, el reabastecimiento de combustible aire-aire maduró hasta convertirse en un hecho práctico y los aviones de transporte crecieron en tamaño y autonomía. Los aviones furtivos entraron en desarrollo durante la década de 1970 y vieron acción en la década de 1980.

## Combate
Las aeronaves de combate o aviones de guerra se dividen ampliamente en polivalentes (multi-rol), cazas, bombarderos, atacantes y de apoyo para la guerra electrónica.
Existen variaciones entre ellos, incluidos los cazabombarderos, como el avión de ataque terrestre MiG-23 y el Ilyushin Il-2 Shturmovik soviéticos. También se incluyen entre las aeronaves de combate los aviones de patrullaje marítimo de largo alcance, como el Hawker Siddeley Nimrod y el S-3 Viking, que a menudo están equipados para atacar con misiles antibuque y armas antisubmarinas.

### Cazas

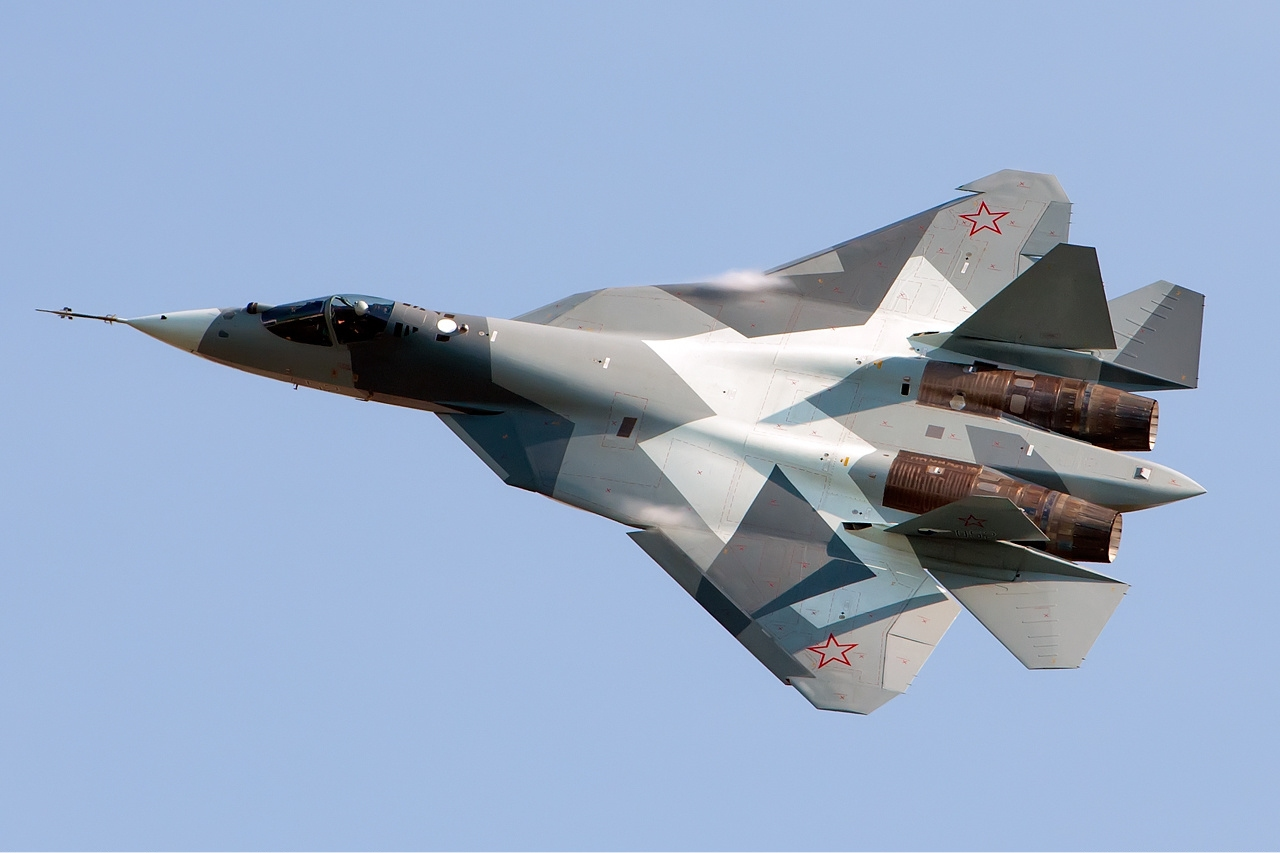
Un Sukhoi Su-57 de la Fuerza Aérea Rusa.

El papel principal de los cazas es destruir a los aviones enemigos en el combate aire-aire como parte de las operaciones de ataque y contraataque ofensivas y defensivas (contra fuerza aérea). Muchos cazas también poseen cierto grado de capacidad de ataque terrestre, lo que les permite realizar ataques de aire-superficie y misiones de apoyo aéreo cercano. Además de sus deberes aéreos de contra fuerza aérea, tienen la tarea de realizar misiones de escolta para bombarderos u otros aviones. Los cazas son capaces de llevar una variedad de armas como: ametralladoras, cañones, cohetes, misiles guiados y bombas. Muchos cazas modernos pueden atacar a los cazas enemigos desde una gran distancia, antes de que el enemigo los vea o detecte. Ejemplos de estos cazas son el F-35 Lightning II, F-22 Raptor, F-15 Eagle y el Su-27.

### Bombarderos

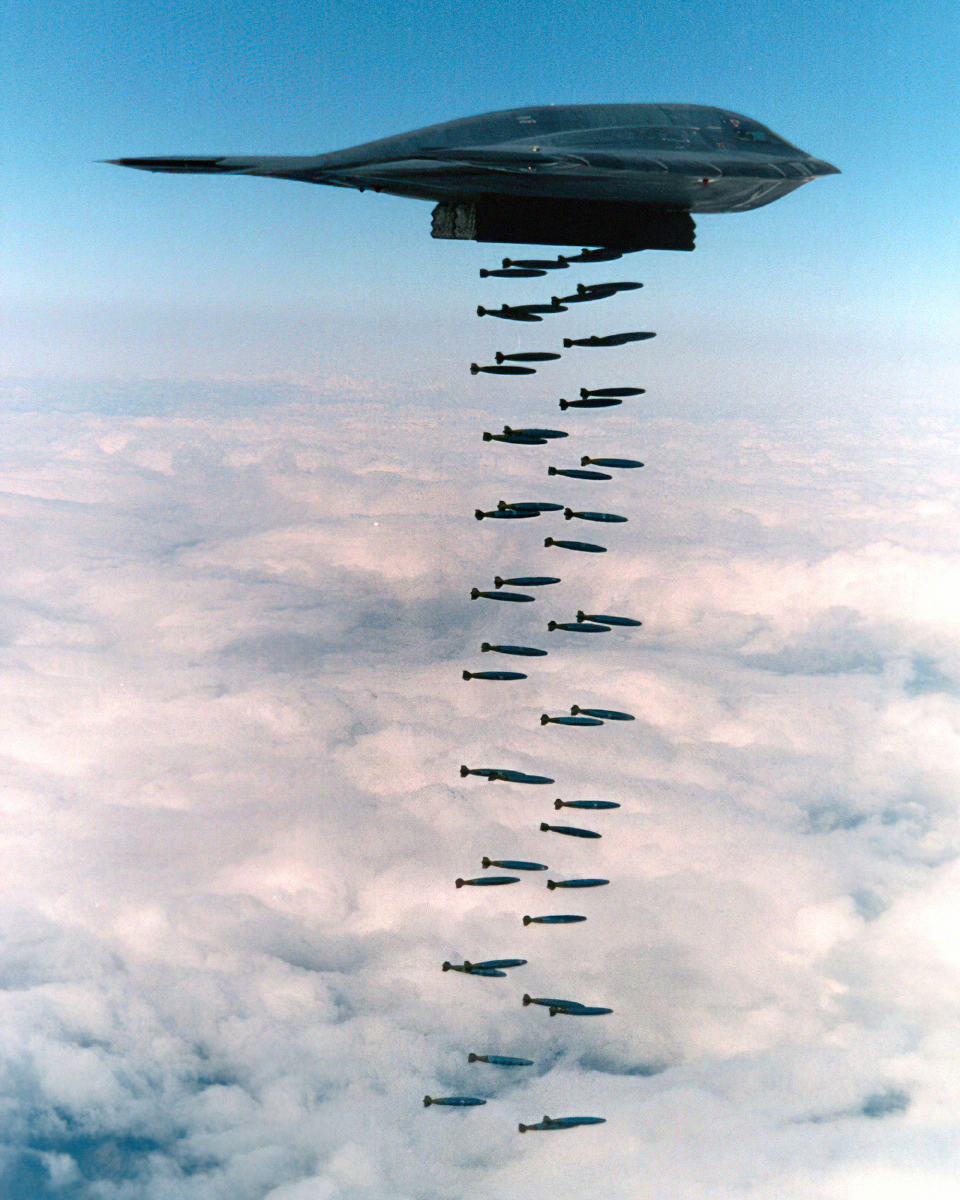
Un B-2A Spirit de la USAF

Los bombarderos son normalmente más grandes, más pesados y menos maniobrables que los aviones de caza. Son capaces de transportar grandes cargas útiles de bombas, torpedos o misiles de crucero. Se utilizan casi exclusivamente para ataques a la superficie y no son lo suficientemente rápidos o ágiles como para enfrentarse a los cazas enemigos cara a cara. Algunos tienen un solo motor y requieren un piloto para operarlo, mientras que otros tienen dos o más motores y requieren tripulaciones de dos o más. Un número limitado de bombarderos, como el B-2A Spirit, tienen capacidades de sigilo que evitan que sean detectados por el radar enemigo. Un ejemplo de un bombardero estratégico sería el B-52 Stratofortress con capacidad de lanzar armas nucleares. Un ejemplo de un bombardero de la Segunda Guerra Mundial sería un B-17 Flying Fortress. Los bombarderos incluyen bombarderos ligeros, bombarderos medianos, bombarderos pesados, bombarderos en picado y bombarderos torpederos.

### Ataque

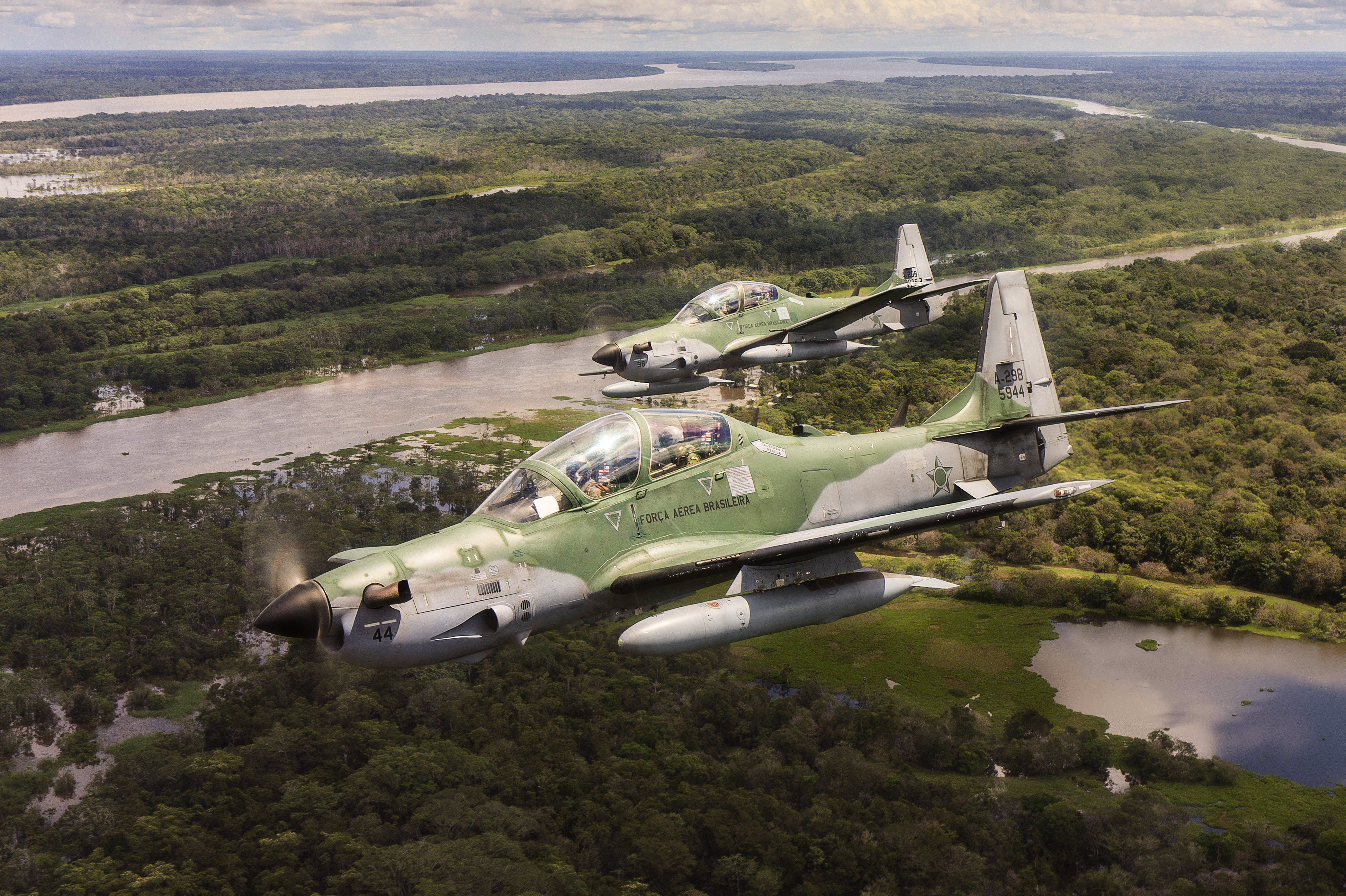
Dos Embraer EMB 314 Super Tucanos de la Fuerza Aérea Brasileña sobrevuelan la selva amazónica.

Las aeronaves de ataque también llamadas cañoneras o de ataque a tierra, se pueden utilizar para brindar apoyo a las tropas terrestres o navales amigas. Algunos modelos pueden llevar armas convencionales o nucleares muy por detrás de las líneas enemigas para atacar objetivos terrestres o navales prioritarios. Los helicópteros de ataque neutralizan o destruyen carros blindados, buques o submarinos enemigos y brindan apoyo aéreo cercano a las tropas terrestres. Un ejemplo de aeronave de ataque a tierra histórico es el Ilyushin Il-2 Shturmovik soviético. Varios tipos de aviones de transporte se han equipado como cañoneros, con armas de disparo lateral para ataques terrestres, éstos incluyen los aviones AC-47 y AC-130.

### Guerra electrónica

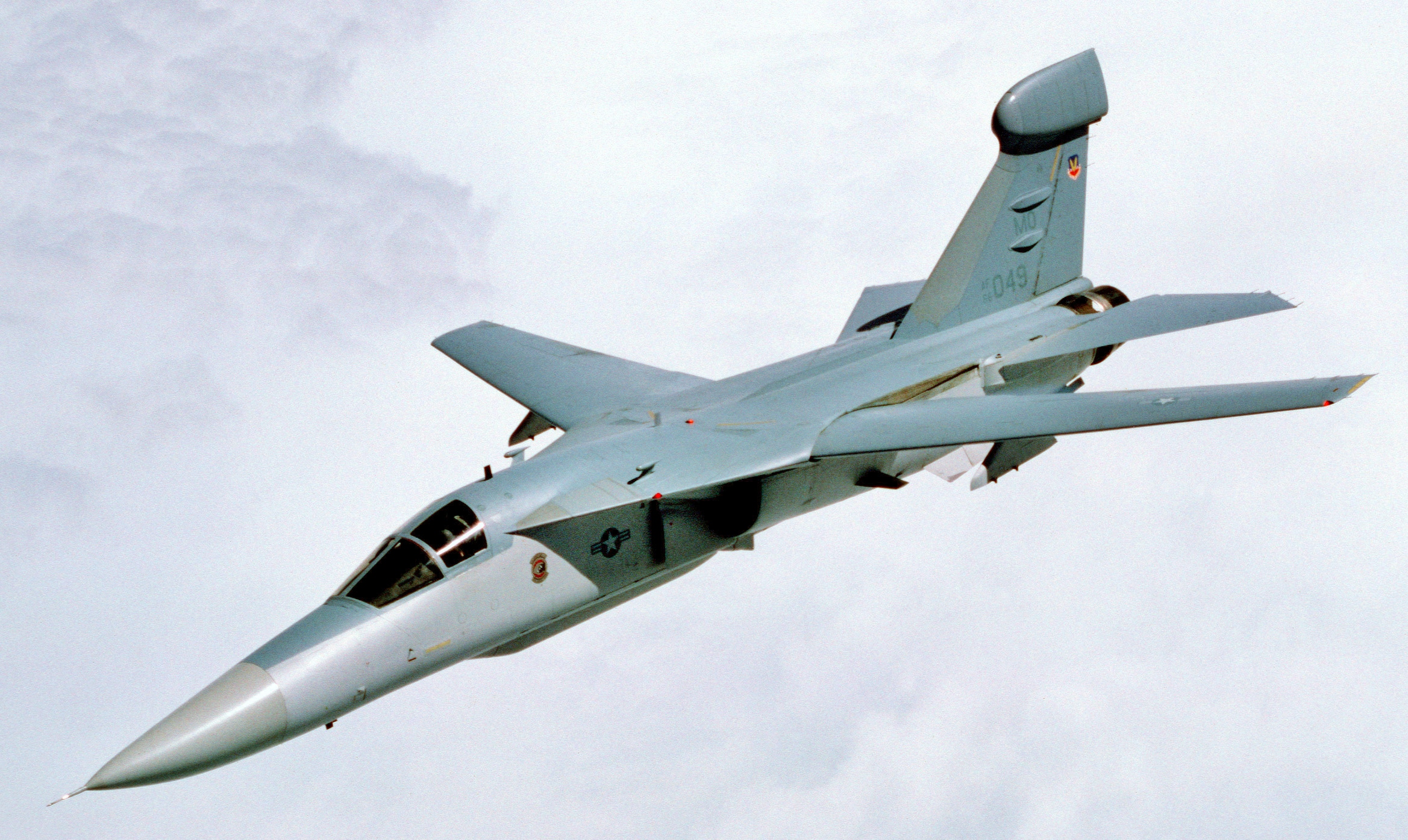
Un USAF EF-111A Raven

Una aeronave de guerra electrónica es un avión, helicóptero o dron militar equipado para la guerra electrónica (EW en inglés), es decir, que degrada la eficacia de los sistemas de radio y radares enemigos con el fin de determinar, explotar, reducir o impedir el uso hostil de todos los espectros de energía por parte del adversario y a la vez conservar la utilización de dicho espectro en beneficio propio. Generalmente son versiones modificadas de otros aviones preexistentes. Un ejemplo reciente sería el Boeing EA-18G Growler, que es una versión modificada del Boeing F/A-18F Super Hornet.
A menudo estas aeronaves efectúan sus tareas como parte de un paquete de ataque junto a otras aeronaves de combate: cazas, bombarderos o atacantes; como apoyo en las operaciones de contra fuerza aérea, terrestres o navales.

### Avión de patrulla marítima

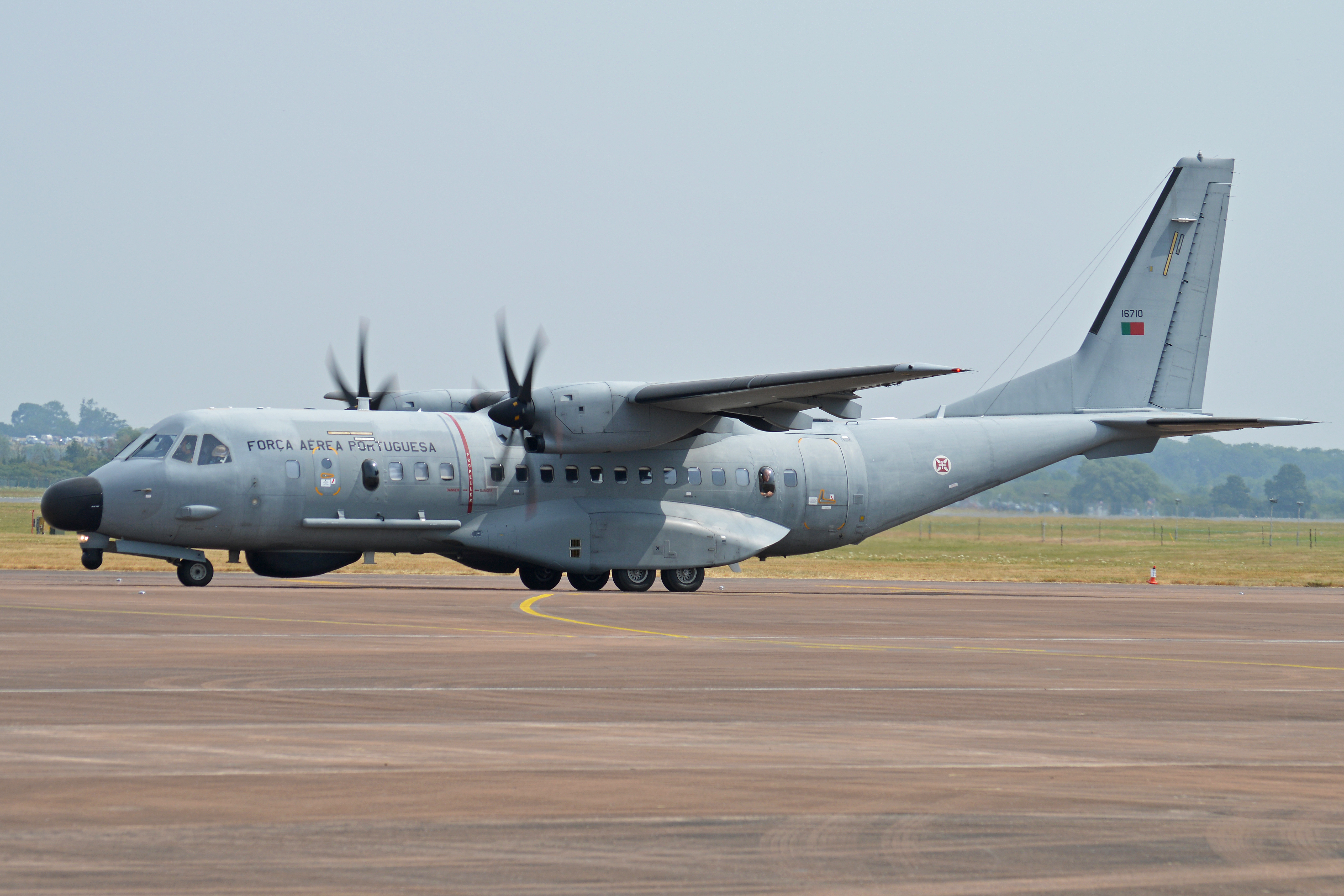
Una aeronave EADS CASA C-295 MPA/Persuader de la Fuerza Aérea Portuguesa utilizada para patrullaje marítimo y guerra antisubmarina.

Un avión de patrulla marítima es una aeronave militar de ala fija diseñada para operar durante largos períodos sobre el agua en funciones de patrulla marítima, en particular cumpliendo tareas antisubmarinas, antibuque y de búsqueda y salvamento (SAR por sus siglas en inglés). Algunos aviones de patrulla marítima fueron diseñados para este propósito, como el Kawasaki P-1 de Japón. Muchos otros son diseños modificados de aviones preexistentes, como el Boeing P-8 Poseidon, que se basa en el avión Boeing 737-800.

### Caza polivalente
Muchas aeronaves de combate de hoy en día, tienen capacidad polivalente. Generalmente solo se aplica a aviones de ala fija, este término significa que el avión en cuestión puede ser un caza o un bombardero, dependiendo de lo que requiera la misión. Un ejemplo de un diseño de caza polivalente es el F-15E Strike Eagle, el F/A-18 Hornet y el F-35 Lightning II. Un ejemplo de la Segunda Guerra Mundial podría ser el P-38 Lightning.

## Aeronave no combatiente

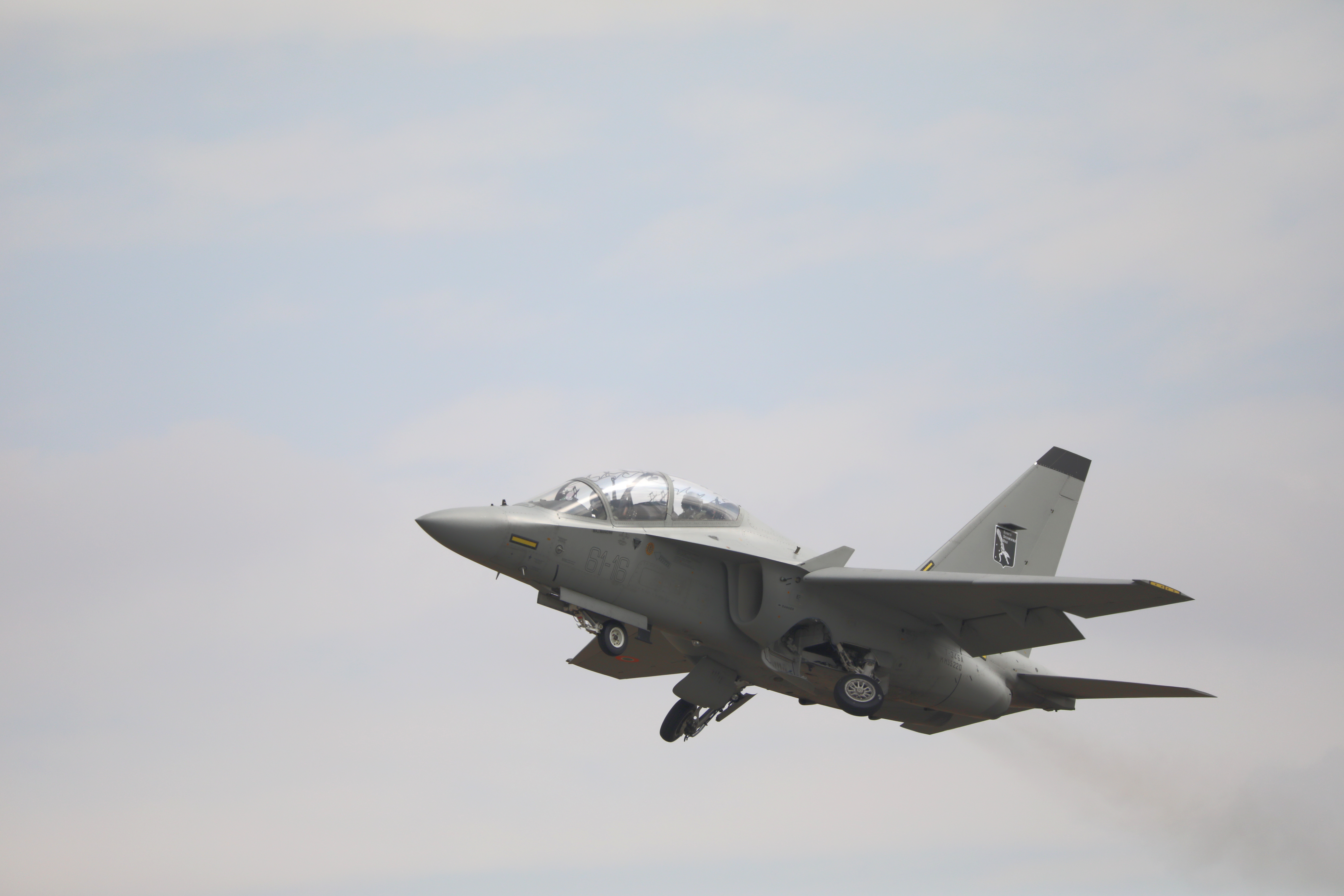
Un Alenia Aermacchi M-346 Master de la Fuerza Aérea Italiana, utilizado para impartir el entrenamiento de piloto para aviones de combate de última generación.

Las funciones no relacionadas con el combate de las aeronaves militares incluyen búsqueda y rescate, reconocimiento, observación / vigilancia, alerta temprana y control aerotransportado, transporte, entrenamiento y reabastecimiento aéreo.
Muchos aviones civiles, tanto de ala fija como de ala giratoria, se fabricaron como modelos separados para uso militar, como el avión civil Douglas DC-3, que se convirtió en el C-47 Skytrain militar y los aviones de transporte británicos «Dakota», y décadas más tarde, los cañoneros aéreos AC-47 de la USAF. Incluso el Piper J3 Cub de dos asientos tapizado en tela, tenía una versión militar. Los planeadores y globos también se han utilizado como aeronaves militares; por ejemplo, los globos se usaron para la observación durante la guerra civil estadounidense y durante la Primera Guerra Mundial, y los planeadores militares se usaron durante la Segunda Guerra Mundial para enviar tropas terrestres en asaltos aéreos.

### Transporte militar

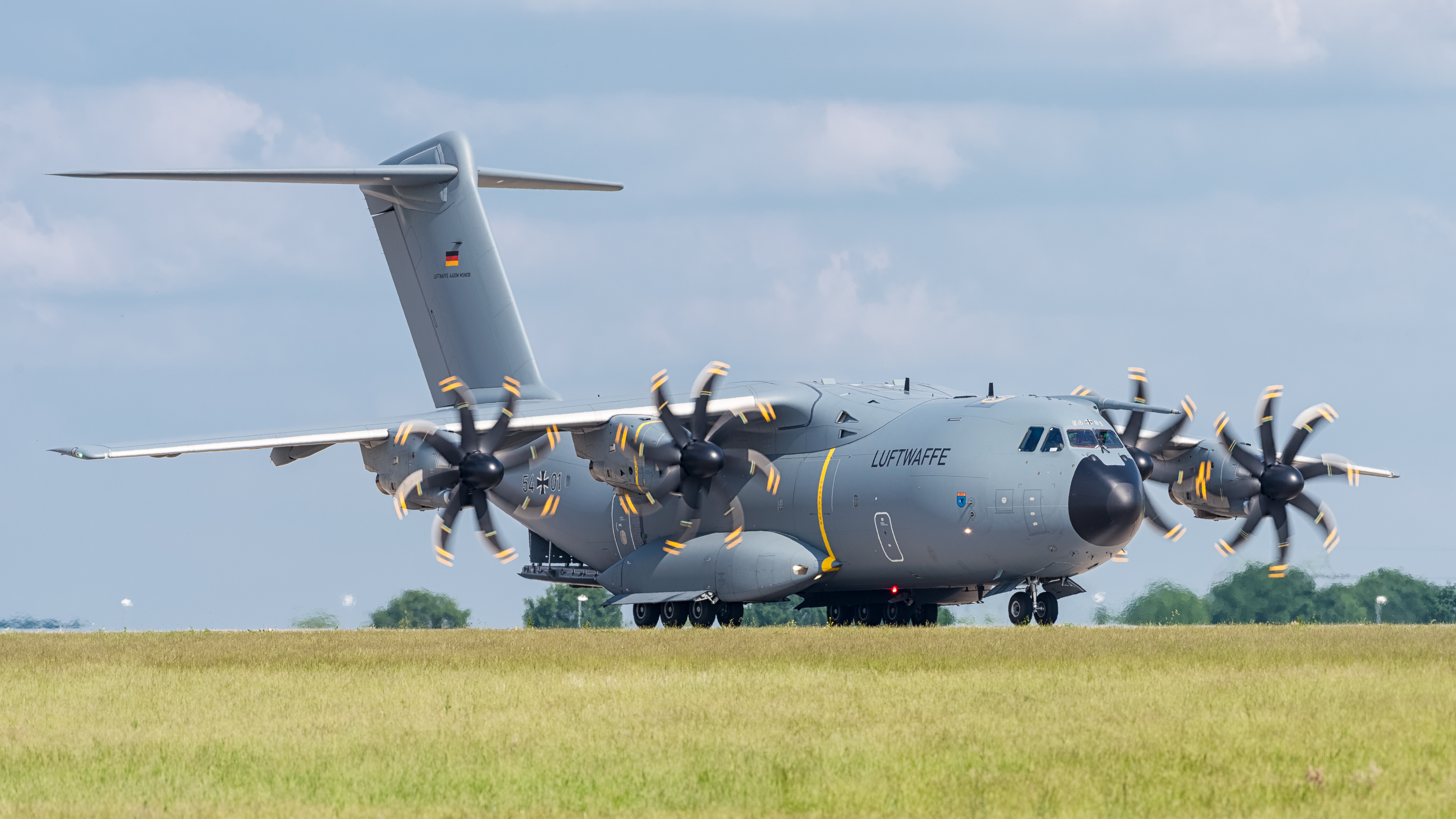
Un Airbus A400M Atlas de la Luftwaffe alemana.

Los aviones de transporte militar (logísticos) se utilizan principalmente para transportar tropas y suministros de guerra. La carga se puede unir a palés, que se cargan fácilmente, se aseguran para el vuelo y se descargan rápidamente para la entrega. La carga también se puede lanzar desde aviones en vuelo por paracaídas, eliminando la necesidad de aterrizar. También se incluyen en esta categoría los cisternas; estos aviones pueden repostar otros aviones mientras están volando. Un ejemplo de avión de transporte es el C-17 Globemaster III. Un ejemplo de la Segunda Guerra Mundial sería el C-47. Un ejemplo de avión cisterna sería el KC-135 Stratotanker. Los helicópteros y planeadores pueden transportar tropas y suministros a áreas donde otros aviones no podrían aterrizar, así como también, hay helicópteros que cumplen funciones como cisternas para aeronaves de baja velocidad u otros helicópteros.
Llamar a un avión militar un «avión de carga» es incorrecto, porque los aviones de transporte militar también llevan paracaidistas y otros soldados.

### Alerta temprana y control aerotransportado

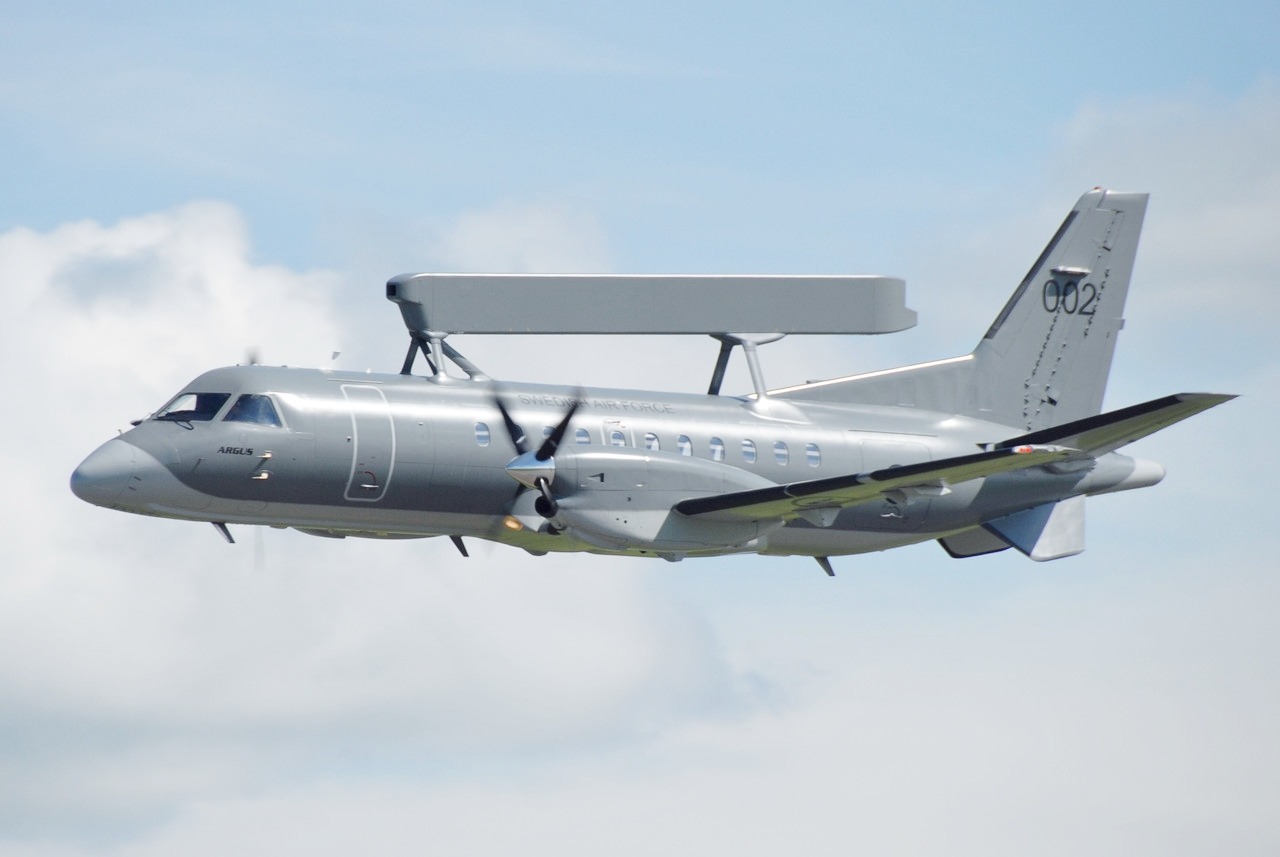
Un Saab 340 AEW&C en vuelo en el show aéreo 2010 de las Fuerzas Armadas Suecas.

Un sistema de control y alerta temprana aerotransportada (AEW&C, por sus siglas en inglés) es un sistema de radar aerotransportado diseñado para detectar aviones, barcos y vehículos terrestres enemigos a grandes distancias, a la vez que controla y comanda el espacio de batalla propio en un enfrentamiento aéreo, dirigiendo las operaciones de aviones de combate y de ataque. Las unidades AEW&C también se utilizan para llevar a cabo vigilancia, incluidos objetivos terrestres y navales, y con frecuencia realizan funciones de Gestión de Batalla/Comando y Control (C²BM, por sus siglas en inglés) similares a un controlador de tráfico aeroportuario al que se le da el mando militar sobre otras fuerzas. Utilizados a gran altitud, los radares de la aeronave permiten a los operadores distinguir entre aeronaves amigas y hostiles a cientos de millas de distancia.

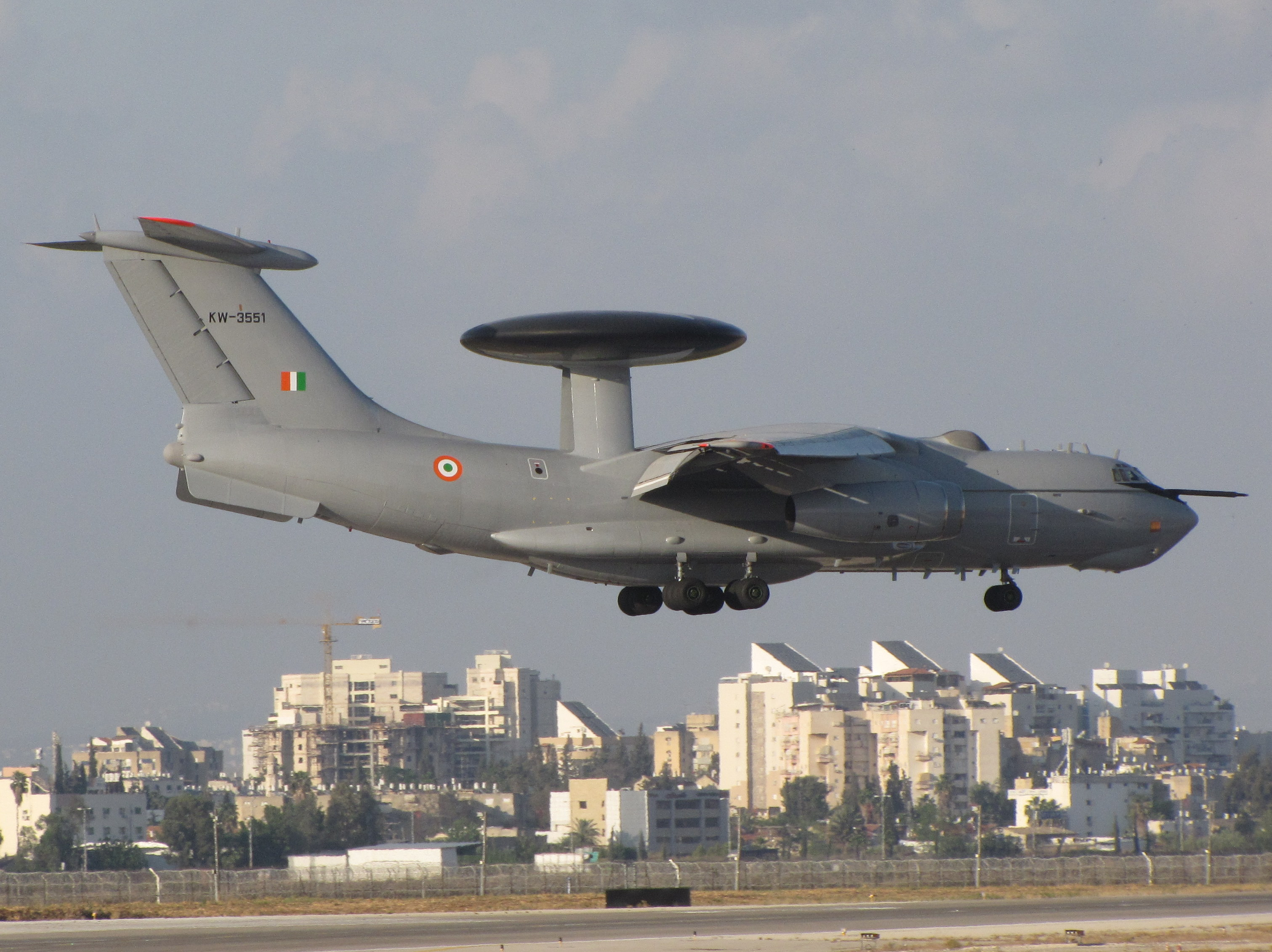
Un Beriev A-50EI Mainstay, de la Fuerza Aérea India.

Los aviones AEW&C se utilizan tanto para operaciones aéreas defensivas como ofensivas y son para las fuerzas aéreas entrenadas o integradas de la OTAN y de los Estados Unidos, lo que el Centro de Información de Combate (CIC, por sus siglas en inglés) es para un buque de guerra de la Armada, además son plataformas de radar potentes y de gran movilidad. El sistema se usa ofensivamente para dirigir a los cazas a sus objetivos y defensivamente para contraatacar las fuerzas enemigas, tanto aéreas como de superficie. Tan útil es la ventaja del mando y control desde una gran altitud, que la Armada de los Estados Unidos opera aviones AEW&C desde sus portaaviones para expandir y proteger sus CICs.
El término AEW&C también es conocido por los antiguos términos de «Alerta Temprana Aerotransportada» (AEW) y «Sistema de Control y Alerta Aerotransportada» (AWACS, pronunciado /ˈeɪwæks/ en inglés), aunque AWACS es el nombre de un sistema específico utilizado actualmente por la OTAN y la USAF, es a menudo utilizado por error, para describir sistemas similares.

### Reconocimiento y vigilancia

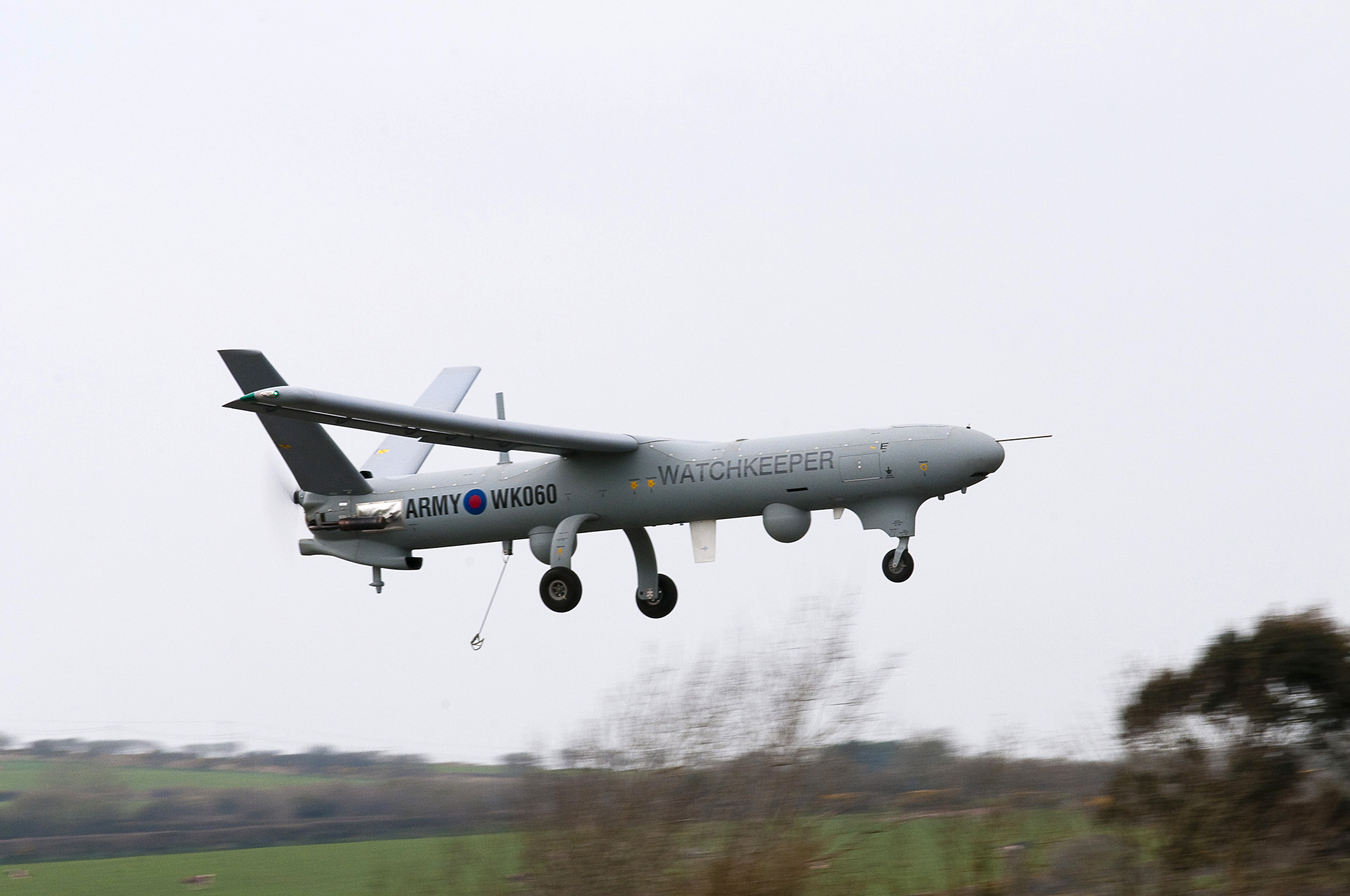
Un Thales Watchkeeper WK450, del Ejército británico.

Los aviones de reconocimiento se utilizan principalmente para recopilar datos e inteligencia. Están equipados con cámaras y otros sensores. Estos aviones pueden estar especialmente diseñados o pueden ser modificados a partir de un tipo básico de caza, bombardero o transporte. Este papel lo desempeñan cada vez más los satélites y los vehículos aéreos no tripulados (en inglés: UAV).
Los aviones de vigilancia y observación utilizan radares y otros sensores para la vigilancia del campo de batalla, la vigilancia del espacio aéreo, la patrulla marítima y la detección de artillería. Todos ellos incluyen diseños de aviones civiles modificados, globos amarrados y vehículos aéreos no tripulados (UAV´s).

### Aeronaves experimentales
Las aeronaves experimentales están diseñadas para probar conceptos aerodinámicos, estructurales, de aviónica o de propulsión avanzados. Estas suelen estar bien instrumentadas, con datos de rendimiento telemétricos en enlaces de datos de radiofrecuencia a estaciones terrestres ubicadas en los rangos de prueba en donde se vuelan. Un ejemplo de aeronave experimental es el Bristol 188.

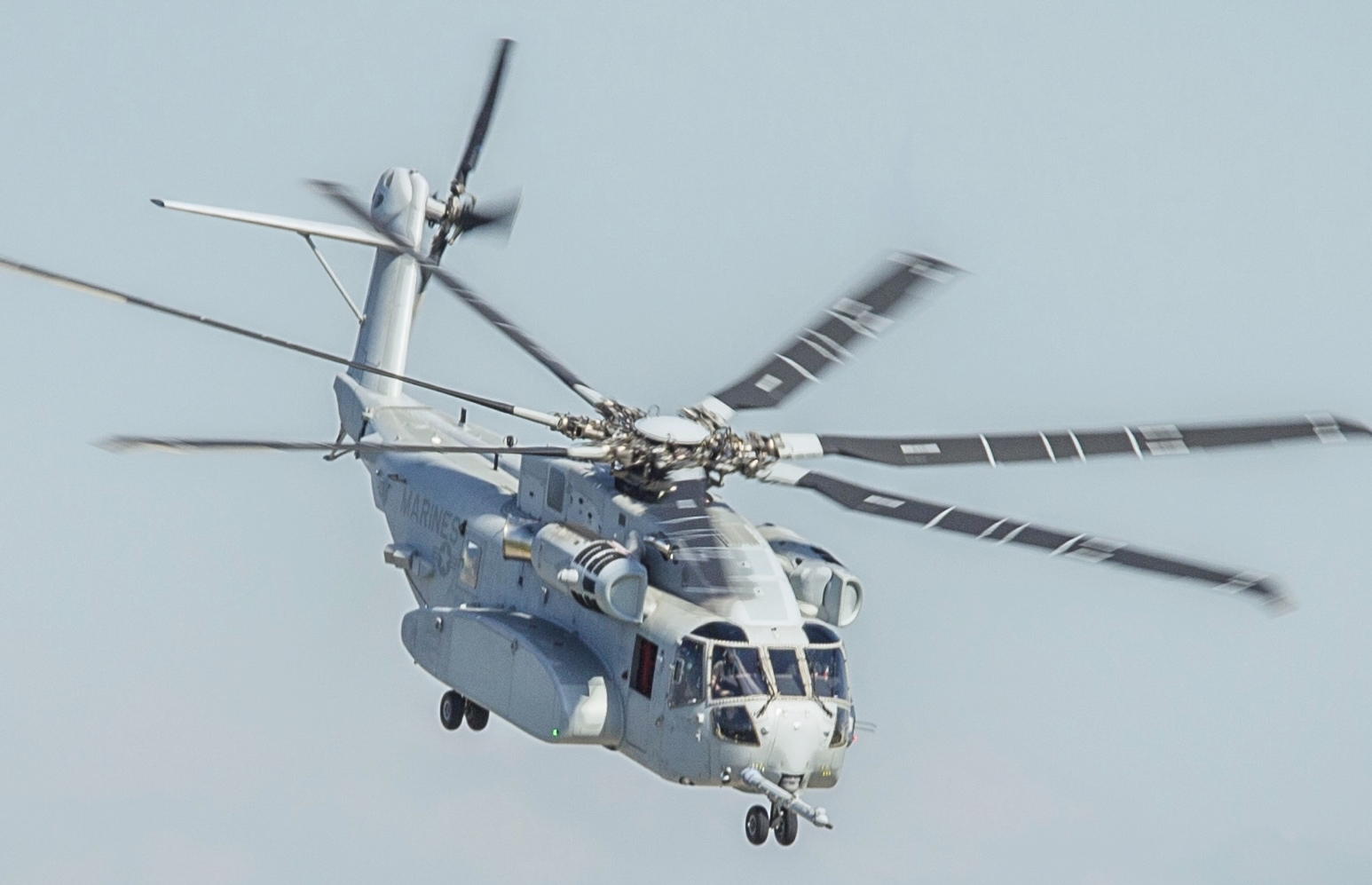
Sikorsky CH-53K King Stallion en el Salón Aeronáutico de Berlín 2018

### Aeronaves de búsqueda y rescate
Las aeronaves de Búsqueda y Rescate de Combate o también Búsqueda y Salvamento de Combate (CSAR, por sus siglas en inglés) son aeronaves militares de ala fija y ala rotatoria que están equipadas con personal, armamento, instrumentos, sensores y dispositivos especiales para salvar la vida de tripulantes derribados o combatientes aislados en el campo de batalla detrás de las líneas enemigas. Estas operaciones surgen de manera accidental, aunque en la planificación general de las operaciones militares está previsto su empleo de ser necesario y tienen un alto grado de peligro y dificultad por el ambiente bélico en el que se desarrollan.
Aunque en una operación de CSAR se emplean aviones de combate (cazas y de ataque) y observación como apoyo armado a estas operaciones, la aeronave SAR por excelencia es el helicóptero, que por su capacidad de maniobra en áreas confinadas y VTOL (aterrizaje y despegue vertical, en inglés) realizan el trabajo de rescate o salvamento sobre la superficie terrestre o acuática en donde se encuentre el objetivo de la búsqueda.
Como un ejemplo de aeronave de CSAR de la Segunda Guerra Mundial está el helicóptero Sikorsky R-4 usado el 22 de abril de 1944 por vez primera en el Teatro China-Birmania-India. Como ejemplo de un helicóptero usado actualmente en operaciones CSAR está el Eurocopter EC725 Super Cougar.

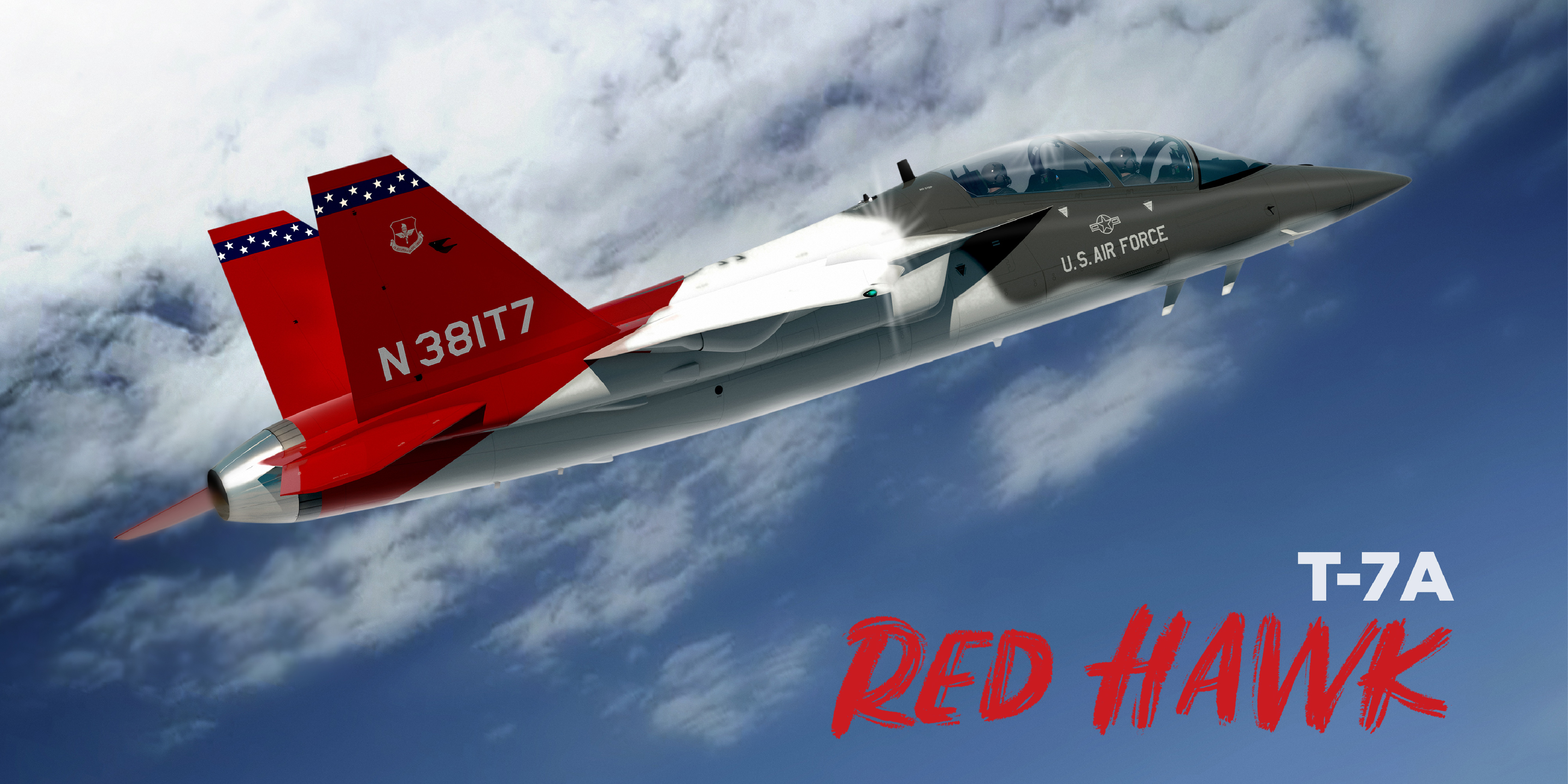
Foto publicitaria de la USAF que muestra los empenajes de cola rojas en el nuevo T-7A Red Hawk

### Aeronaves de entrenamiento
Son aeronaves biplaza de doble comando diseñadas y usadas para dar la instrucción en el aire a los alumnos pilotos militares. De acuerdo al diseño del programa de instrucción de cada fuerza militar, generalmente constan de tres niveles de instrucción en el aire para aeronaves de ala fija, designadas como fase primaria o elemental, fase básica o intermedia y fase avanzada; igualmente los aviones de instrucción varían entre entrenadores primarios, básicos y avanzados. Las Fuerzas Aéreas más pequeñas y con menos presupuesto imparten la instrucción de vuelo de sus alumnos únicamente en las dos primeras fases y las más poderosas exigen los tres niveles, debido a que sus pilotos cumplirán sus funciones en aviones de alto performance como cazas, bombarderos y aviones de ataque con tecnología avanzada de cuarta o quinta generación, tales como: los cazas de superioridad aérea Eurofighter Typhoon T3, el Sukhoi Su-35BM o el Lockheed Martin F-35 Lightning II.

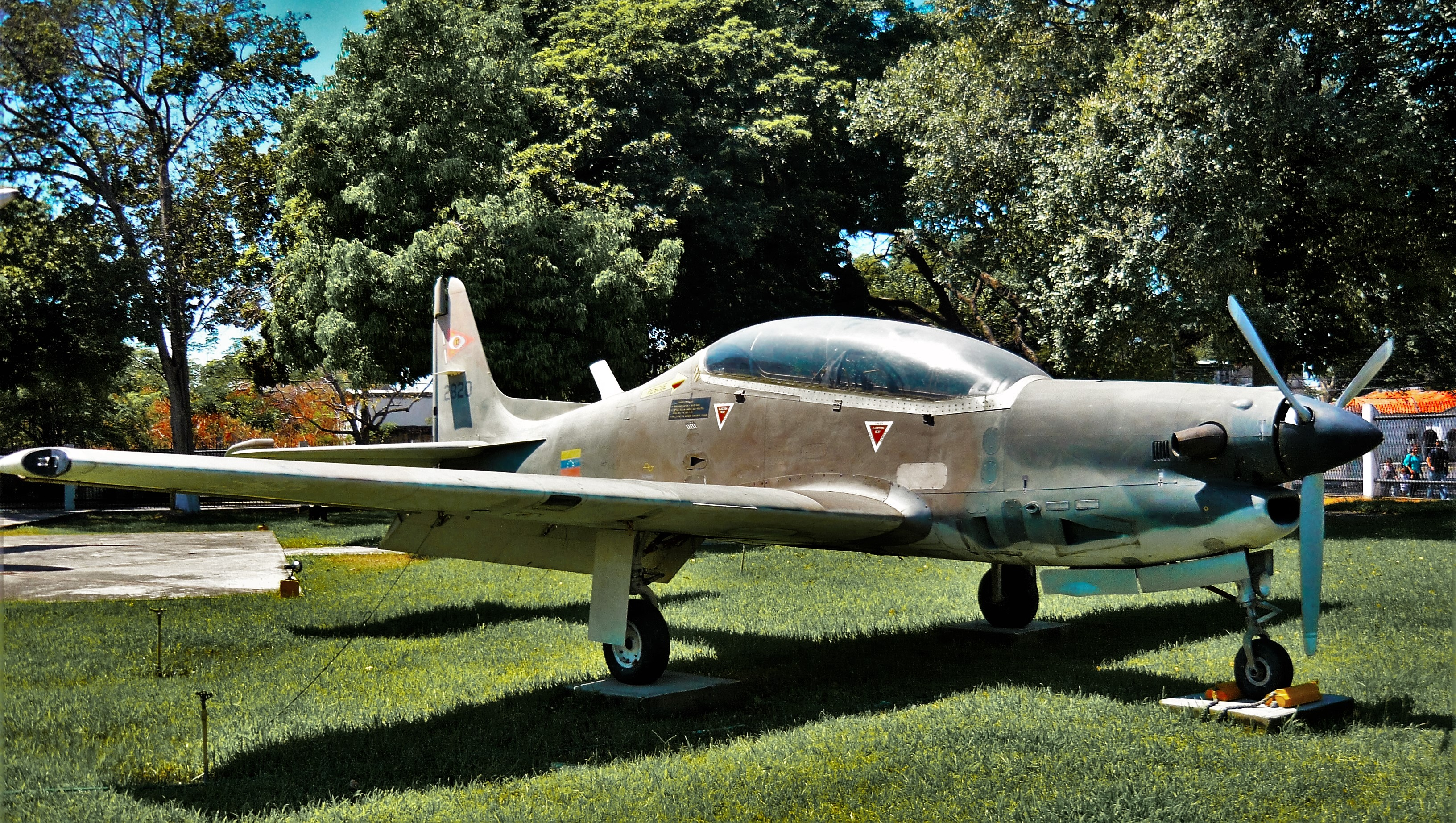
Tucano AT-27 en el Museo Aeronáutico de Maracay, Venezuela.

Los aviones de instrucción primaria son aeronaves de baja velocidad de pérdida, crucero y aterrizaje, alta maniobrabilidad y capaces de salir de una barrena inducida o accidental con solo soltar los controles de vuelo; estas características son compartidas tanto para la instrucción de vuelo civil como militar. Por lo tanto, en este nivel podemos encontrar aeronaves civiles modificadas para la instrucción militar tales como el Diamond DA40 Star, o el legendario Beechcraft T-34 Mentor, las aeronaves ENAER T-35 Pillán de la Fuerza Aérea de Chile y CIAC-Lancair T-90 Calima de la Fuerza Aérea Colombiana.
Los aviones de instrucción básica o intermedia son aeronaves capaces de efectuar maniobras más cercanas a lo que sería un combate aéreo tales como el Loop (Bucle), tonel, reverseman, immelman, vuelo invertido, caída de ala y un sinfín de maniobras y acrobacias que prueban al alumno piloto bajo condiciones de tensión operacional incluidas las gravedades negativas y positivas que se experimentan en el vuelo militar con aviones más avanzados. Estos aviones suelen ser más maniobrables y potentes, impulsados con motores turbohélice o de una/dos turbinas y requieren entrenamiento para recuperarlos de posiciones inapropiadas y peligrosas como las barrenas, así como la capacidad adicional de efectuar misiones de ataque ligero y apoyo aéreo cercano con armamento convencional (cañones, cohetes y bombas). Tanto en la primera como en la segunda fases de instrucción se pueden incluir vuelos en formación, instrumentos básicos y avanzados, nocturno, navegación a estima, radionavegación y tiro. Para la instrucción básica militar se fabrican aeronaves para uso exclusivamente militar tales como: Beechcraft T-6 Texan II, Aero L-159 ALCA, Hongdu JL-8 Karakorum y el exitoso Embraer EMB-312 Tucano.

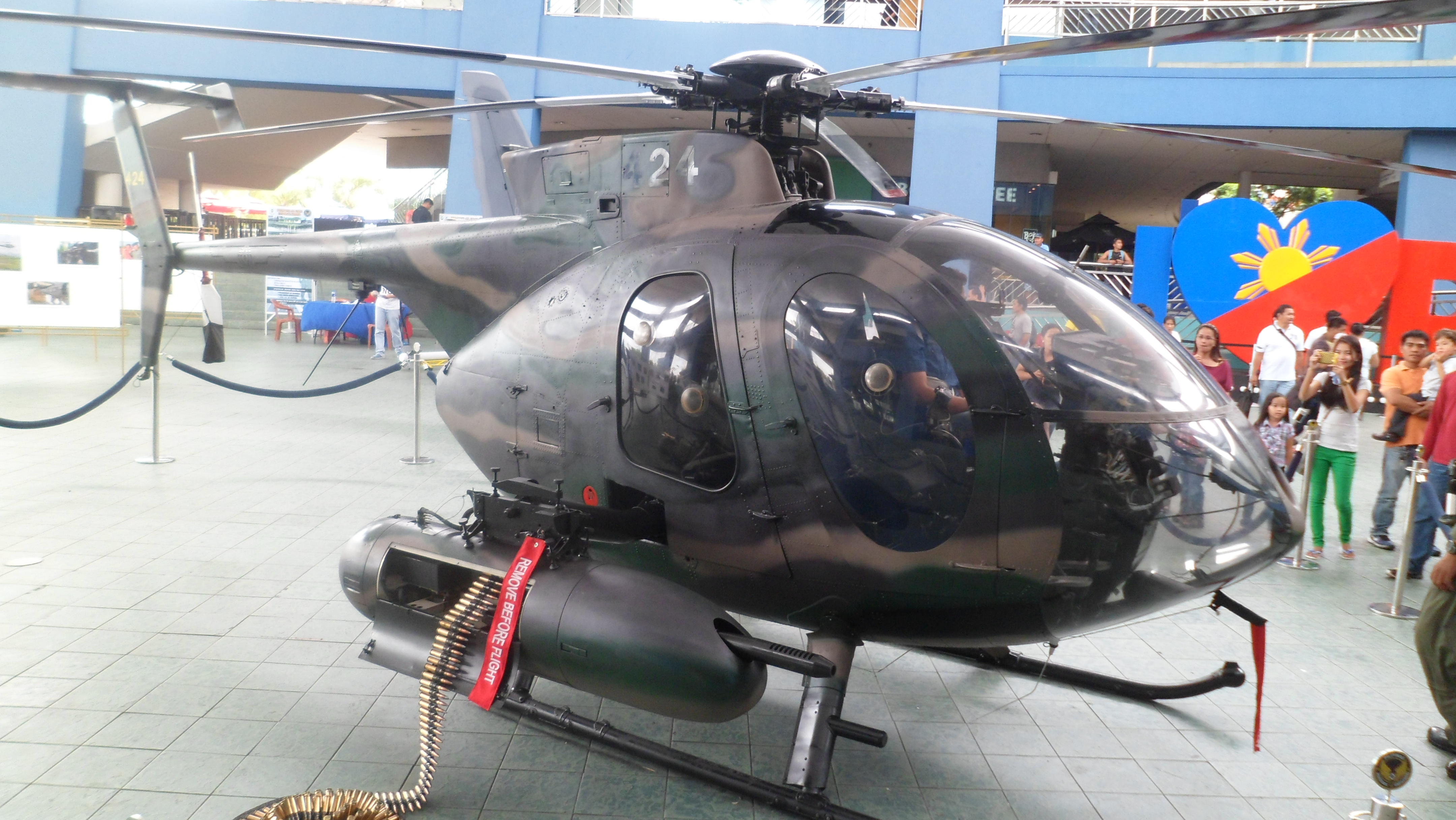
Helicóptero de ataque ligero MD-520MG de la Fuerza Aérea de Filipinas

Los aviones de entrenamiento avanzado equipados con motores mucho más potentes que los del segmento anterior, preparan al alumno piloto para la operación de aviones cazas polivalentes de alto performance. Están basados en el sistema de entrenamiento para líderes cazadores Lead-in fighter training (LIFT) que utilizan aviónica avanzada y capacidad de gestión de almacenamiento que emulan a los cazas de superioridad aérea, proporcionando un entrenamiento eficiente en escenarios de combate con costos de entrenamiento reducidos en comparación a los de la versión operativa. Estos sistemas también pueden recrear situaciones de combate reales y efectuar misiones de ataque ligero. Ejemplos de estas aeronaves son: Yakolev Yak-130, BAE Hawk, Dassault/Dornier Alpha Jet o el Boeing/Saab T-7 Red Hawk.
Existen programas equivalentes de vuelo para alumnos pilotos militares de helicópteros y transporte, que van elevando su nivel de pro eficiencia desde lo más elemental hasta la fase avanzada; en este sentido para la fase de instrucción primaria o elemental, se emplea el helicóptero Aérospatiale Alouette III y para las fases básica y avanzada está el helicóptero de ataque ligero McDonnell Douglas MD 500 Defender. Como entrenador primario para pilotos y navegantes de transporte está el avión Grob G 120TP, para la fase intermedia se usa el Beechcraft C-12 Huron y finalmente, el avión biturbina Raytheon T-1 Jayhawk se usa como entrenador avanzado.